# Маламовка
Маламовка (укр. Маламівка) — село, Белецковский сельский совет, Кременчугский район, Полтавская область, Украина.
Код КОАТУУ — 5322480403. Население по переписи 2001 года составляло 181 человек.

## Географическое положение
Село Маламовка находится в 2,5 км от правого берега реки Днепр, примыкает к сёлам Чечелево и Подгорное. Через село проходят автомобильные дороги М-22 (E 577), Р-10 и железная дорога, станции Малановка и Платформа 270 км.

## История
- Есть на карте 1826-1840 годов как  Торужновка[2]

- В 1859 году в деревне владельческой Торунжевка (Маламановка) было 20 дворов где жило 163 человека[3]